# Andoa
Andoa o Andwa (también autodenominados kandwash) es un pueblo amerindio de la Amazonía que habita entre Ecuador y el Perú. Se ubican en la provincia de Pastaza (Ecuador) y el departamento de Loreto (Perú) respectivamente. 

## Historia
Fueron reconocidos como nacionalidad indígena de Ecuador en el 2004 . Después de la guerra de 1941 con Perú, subsistieron también del lado peruano.

## Ubicación
Los andoas milenarios se ubican en la cuenca baja del río Bobonaza.

## Economía
Son productores agrícolas, y se alimentan de sus propios frutos y raíces silvestres que cultivan; además también obtienen sus productos de la caza.